# Salmoneus colinorum
Salmoneus colinorum is een garnalensoort uit de familie van de Alpheidae. De wetenschappelijke naam van de soort is voor het eerst geldig gepubliceerd in 2004 door De Grave.